# Etlingera elatior
Etlingera elatior är en enhjärtbladig växtart som först beskrevs av William Jack, och fick sitt nu gällande namn av Rosemary Margaret Smith. Etlingera elatior ingår i släktet Etlingera och familjen Zingiberaceae. Inga underarter finns listade i Catalogue of Life.

## Bildgalleri

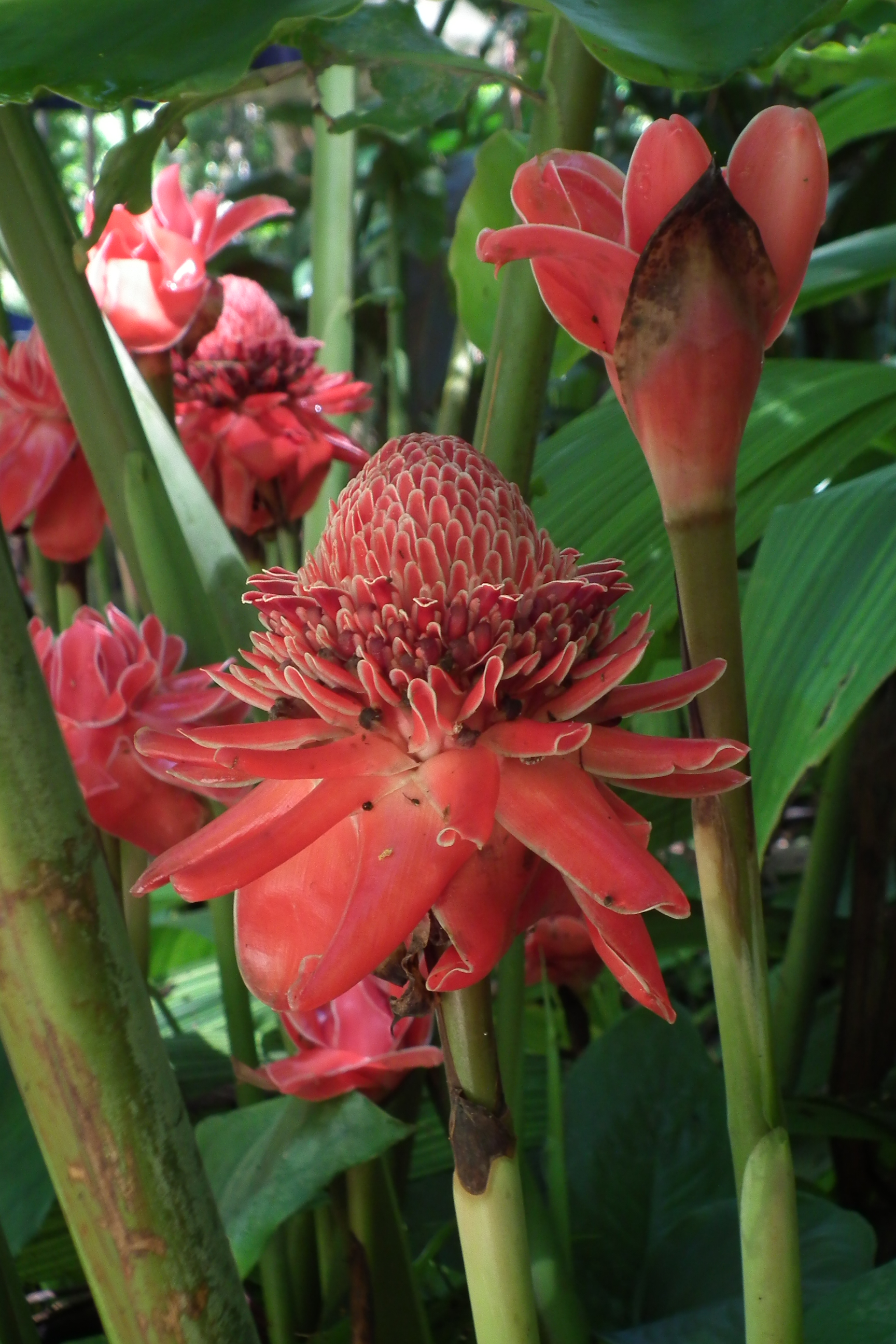